# Kultura černě a červeně malované keramiky
Kultura černě a červeně malované keramiky byla archeologická kultura, která se v době železné nacházela na severu Indického subkontinentu. Trvala přibližně mezi 12. - 9. stoletím př. n. l. a přibližně korespondovala s pozdním obdobím véd. Jejím současníkem a zároveň nástupcem byla kultura šedě malované keramiky.